# بخش مرکزی شهرستان چایپاره
بخش مرکزی شهرستان چایپاره، یکی از بخش‌های شهرستان چایپاره در شمال استان آذربایجان غربی ایران  می‌باشد.

## جمعیت
براساس سرشماری مرکز آمار ایران در سال ۱۳۹۵، جمعیت این بخش برابر با ۴۷٬۲۹۲ نفر (۱۳٬۷۱۸ خانوار) بوده‌است. 

## تقسیمات کشوری
- بخش مرکزی شهرستان چایپاره
  - دهستان بسطام
  - دهستان چورس

شهرها: قره ضیاالدین